# David Cross (attore)
David Cross (Roswell, 4 aprile 1964) è un attore, comico e scrittore statunitense.
Ha esordito come attore comico in alcuni programmi televisivi americani: in Italia è famoso soprattutto per aver interpretato il ruolo di Tobias Fünke nella serie televisiva Arrested Development - Ti presento i miei e per aver recitato nel film demenziale Scary Movie 2.

## Biografia
Cross, nato ad Atlanta, Georgia, è figlio di Barry e Susi, rivenditrice di computer; i suoi genitori hanno divorziato quando aveva 10 anni. Sei mesi dopo la sua nascita, la famiglia si spostò in Florida. Dopo vari traslochi a New York e in Connecticut, la famiglia si stabilì di nuovo ad Atlanta, dove Cross restò per quasi un decennio. Frequentò la Northside High School of the Performing Arts (ora North Atlanta High School), dove ricevette il suo diploma nel 1982. Cross fu eletto tesoriere della classe nell'ultimo anno e fu votato il "più divertente" dai suoi compagni. Cominciò a recitare all'età di 17 anni. Nel 2006 partecipa al doppiaggio del film d'animazione Curioso come George.
Il 6 ottobre 2012 ha sposato l'attrice Amber Tamblyn, con cui aveva una relazione dall'aprile 2008. Hanno avuto una figlia, Marlow Alice (2017).

## Filmografia parziale

### Cinema
- Mister Destiny (Destiny Turns on the Radio), regia di Jack Baran (1995)
- Un uomo in prestito (The Truth About Cats & Dogs), regia di Michael Lehmann (1996)
- Il rompiscatole (The Cable Guy), regia di Ben Stiller (1996)
- Men in Black, regia di Barry Sonnenfeld (1997)
- Small Soldiers, regia di Joe Dante (1998)
- Scary Movie 2, regia di Keenen Ivory Wayans (2001)
- Men in Black II, regia di Barry Sonnenfeld (2002)
- Se mi lasci ti cancello (Eternal Sunshine of the Spotless Mind), regia di Michel Gondry (2004)
- She's the Man, regia di Andy Fickman (2006)
- Scuola per canaglie (School for Scoundrels), regia di Todd Phillips (2006)
- Io non sono qui (I'm Not There), regia di Todd Haynes (2007)
- Alvin Superstar (Alvin and the Chipmunks), regia di Tim Hill (2007)
- Anno uno (Year One), regia di Harold Ramis (2009)
- Alvin Superstar 2 (Alvin and the Chipmunks: The Squeakquel), regia di Betty Thomas (2009)
- Alvin Superstar 3 - Si salvi chi può! (Alvin and the Chipmunks: Chipwrecked), regia di Mike Mitchell (2011)
- Giovani ribelli - Kill Your Darlings (Kill Your Darlings), regia di John Krokidas (2013)
- Il bambino che è in me - Obvious Child (Obvious Child), regia di Gillian Robespierre (2014)
- Pitch Perfect 2, regia di Elizabeth Banks (2015)
- The Post, regia di Steven Spielberg (2017)

#### Televisione
- Arrested Development - Ti presento i miei (Arrested Development) – serie TV, 84 episodi (2003-2019)
- Modern Family – serie TV, episodi 3x4-3x5-3x13 (2011-2012)
- Community – serie TV, episodio 5x10 (2014)
- W/ Bob & David – serie TV, 4 episodi (2015)
- Unbreakable Kimmy Schmidt – serie TV, 4 episodi (2015)
- Genius – miniserie TV, 8 puntate (2021)
- The Umbrella Academy - serie TV, 4 episodi (2024)

### Doppiatore
- Dr. Katz, Professional Therapist – serie animata, 2 episodi (1997-1998)
- Space Ghost Coast to Coast – serie animata, 1 episodio (1997)
- Hercules – serie animata, 1 episodio (1998)
- Il dottor Dolittle 2 (2001)
- Night of the Living Doo, regia di Casper Kelly e Jeffrey G. Olsen (2001)
- Home Movies – serie animata, 1 episodio (2001)
- Aqua Teen Hunger Force – serie animata, 3 episodi (2002-2008)
- King of the Hill – serie animata, 1 episodio (2003)
- Crank Yankers – serie animata, 2 episodi (2003-2004)
- Grand Theft Auto: San Andreas – videogioco (2004)
- Tom Goes to the Mayor – serie animata, 1 episodio (2005)
- O'Grady – serie animata, 1 episodio (2006)
- Wonder Showzen – serie animata, 3 episodi (2006)
- Curioso come George (Curious George), regia di Matthew O'Callaghan (2006)
- Freak Show – serie animata, 7 episodi (2006)
- I Griffin – serie animata, 1 episodio (2006)
- Odd Job Jack – serie animata, 1 episodio (2007)
- Kung Fu Panda , regia di Mark Osborne e John Stevenson (2008)
- Futurama - La bestia con un miliardo di schiene (2008)
- Megamind, regia di Tom McGrath (2010)
- La leggenda della montagna incantata (The Legend of Secret Pass), regia di Steve Trenbirth (2010)
- Archer – serie animata, 6 episodi (2011, 2018)
- Kung Fu Panda 2, regia di Jennifer Yuh (2011)
- Soul Quest Overdrive – serie animata, 4 episodi (2011)
- Mary Shelley's Frankenhole – serie animata, 1 episodio (2012)
- Rick and Morty – serie animata, 1 episodio (2013)
- TripTank – serie animata, 1 episodio (2015)
- Kung Fu Panda 3, regia di Jennifer Yuh (2016)
- We Bare Bears - Siamo solo orsi (We Bare Bears) – serie animata, 1 episodio (2016)
- Maiale Capra Banana Grillo (Pig Goat Banana Cricket) – serie animata, 1 episodio (2017)
- The Shivering Truth – serie animata, 1 episodio (2018)
- Sorry to Bother You, regia di Boots Riley (2018)
- Next Gen, regia di Kevin R. Adams e Joe Ksander (2018)
- Big Mouth – serie animata, 2 episodi (2019-2020)
- Teenage Euthanasia – serie animata, 1 episodio (2021)
- Bubble Guppies - Un tuffo nel blu e impari di più (Bubble Guppies) – serie animata, 1 episodio (2021)
- AquaDonk Side Pieces – serie animata, 1 episodio (2022)

### Sceneggiatore
- W/ Bob & David - serie TV, 4 episodi (2015)

### Regista
- Hits (2014)

## Pubblicazioni audio/video

### Documentari
- Let America Laugh! DVD (Sub Pop Records) (2003)[2]

### Spettacoli dal vivo
- Shut Up, You Fucking Baby! - CD (Sub Pop Records) (2002)
- It's Not Funny - CD (Sub Pop Records) (2004)
- Bigger and Blackerer - CD + DVD (Sub Pop Records) (2010)

## Doppiatori italiani
Nelle versioni in italiano delle opere in cui ha recitato, David Cross è stato doppiato da:
- Enrico Pallini in Men in Black, Scary Movie 2, Men in Black II, Se mi lasci ti cancello, Modern Family, A dire il vero
- Marco Guadagno in Alvin Superstar, Alvin Superstar 2, Alvin Superstar 3 - Si salvi chi può!
- Luigi Ferraro in Io non sono qui, Chain of Fools, Genius
- Sergio Lucchetti in She's the Man, Giovani ribelli - Kill Your Darlings
- Oreste Baldini in Anno uno, Pitch Perfect 2
- Luca Dal Fabbro in Mister Destiny
- Danilo De Girolamo in Small Soldiers
- Luigi Rosa in Law & Order: Criminal Intent
- Marco Mete in Arrested Development - Ti presento i miei (st. 1-3)
- Mauro Gravina in Arrested Development - Ti presento i miei (st. 4-5)
- Stefano Billi in Arrested Development - Ti presento i miei (st. 4 remix)
- Gabriele Lopez in Scuola per canaglie
- Paolo Sesana in Community
- Gerolamo Alchieri in Unbreakable Kimmy Schmidt
- Roberto Stocchi in The Post
- Alessandro Quarta ne Il bambino che è in me - Obvious Child
- Gianluca Machelli in The Umbrella Academy

Da doppiatore è sostituito da:
- Danilo De Girolamo in Kung Fu Panda, Le festività di Kung Fu Panda, Kung Fu Panda 2
- Stefano Onofri in Curioso come George, Curioso come George 2 - Missione Kayla
- Oreste Baldini in Kung Fu Panda - I segreti della pergamena, Kung Fu Panda 3
- Massimo Lodolo in Futurama - La bestia con un miliardo di schiene
- Gabriele Sabatini in Archer
- Nanni Baldini in Megamind
- Roberto Stocchi ne La leggenda della montagna incantata
- Andrea Moretti in Big Mouth
- Paolo De Santis in Next Gen